# Lewes Football Club Women
Il Lewes Football Club Women, già Lewes Ladies Football Club e Lewes Football Club Ladies, meglio noto come Lewes, è una squadra di calcio femminile inglese, sezione dell'omonimo club con sede a Lewes, nella contea dell'East Sussex. The Rooks, come sono soprannominate, per la stagione 2020-2021 militano in FA Women's Championship, secondo livello del campionato inglese di categoria, disputando le partite interne al The Dripping Pan, stadio dalla capienza di 3 000 spettatori, che condividono con la squadra maschile in Isthmian Football League.

## Storia

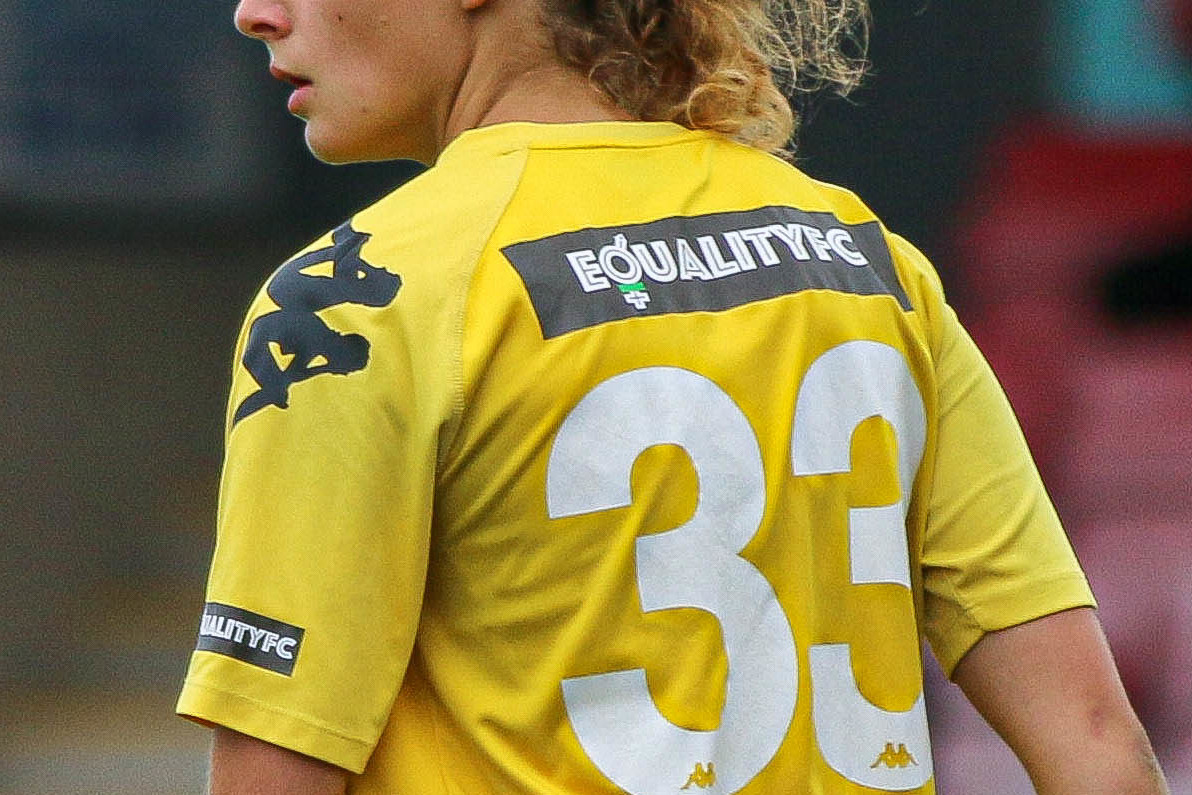
Il messaggio "Equality FC" sulla maglia del Lewes nel 2020.

Il Lewes Ladies FC fu istituita nel 2002 come squadra femminile affiliata al Lewes FC maschile, un club senza fini di lucro al 100% di proprietà di tifosi. La squadra iniziò a giocare nella South East Counties Women's Football League, campionato di quinto livello riservato a squadre femminili delle contee del Kent, Surrey e Sussex, riuscendo in dieci anni a scalare le classifiche fino alla vittoria del torneo del 2012, nel quale dopo aver concluso il campionato da imbattuta ottiene la promozione nella FA Women's Premier League di quarto livello.
Nel 2017 il Lewes è diventato il primo club di calcio, tra quelli professionistici o semiprofessionistici, a pagare la propria squadra femminile come quella maschile nell'ambito dell'iniziativa Equality FC.
Nel 2018 la squadra riuscì a ottenere l'ammissione al FA Women's Championship dalla stagione 2018-2019.

## Organico

### Rosa 2021-2022

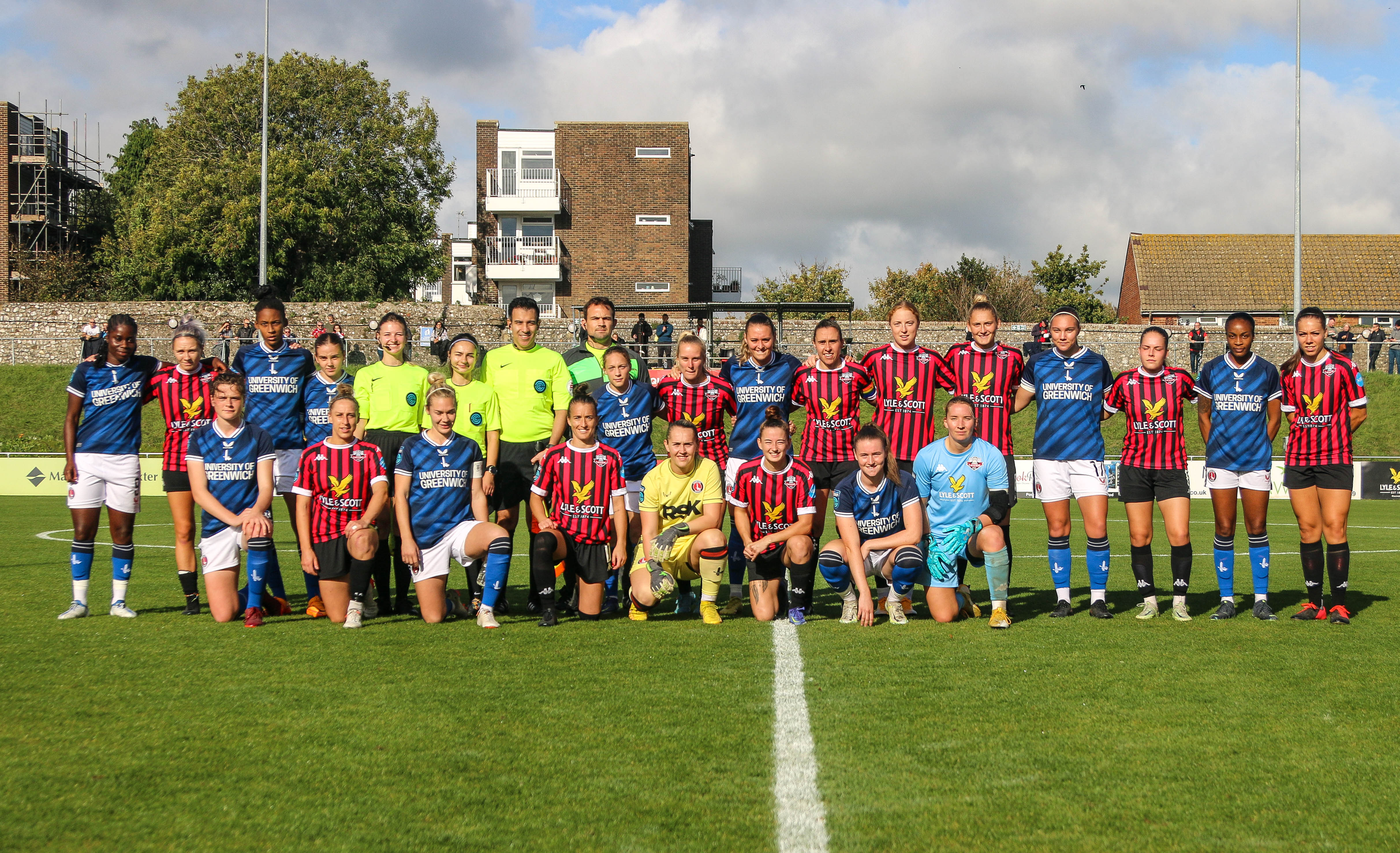
La squadra nel 2022

Rosa ruoli e numeri di maglia come da sito ufficiale Lewes FC, aggiornati al 27 settembre 2021
| N. |                        | Ruolo | Calciatrice            |
| -- | ---------------------- | ----- | ---------------------- |
| 1  | Inghilterra (bandiera) | P     | Tatiana Saunders       |
| 3  | Galles (bandiera)      | C     | Rhian Cleverly         |
| 4  | Inghilterra (bandiera) | C     | Amelia Hazard          |
| 5  | Galles (bandiera)      | D     | Nicola Cousins         |
| 6  | Inghilterra (bandiera) | D     | Ellie Hack             |
| 7  | Inghilterra (bandiera) | C     | Lucy Ashworth-Clifford |
| 8  | Inghilterra (bandiera) | C     | Ellie Noble            |
| 9  | Inghilterra (bandiera) | A     | Georgia Timms          |
| 10 | Inghilterra (bandiera) | A     | Freda Ayisi            |
| 11 | Inghilterra (bandiera) | C     | Heidi Logan            |
| 12 | Inghilterra (bandiera) | D     | Charley Boswell        |
| 14 | Inghilterra (bandiera) | C     | Paula Howells          |

| N. |                             | Ruolo | Calciatrice       |
| -- | --------------------------- | ----- | ----------------- |
| 15 | Nigeria (bandiera)          | A     | Ini-Abasi Umotong |
| 18 | Irlanda del Nord (bandiera) | D     | Rebecca McKenna   |
| 19 | Inghilterra (bandiera)      | C     | Kallie Balfour    |
| 20 | Inghilterra (bandiera)      | C     | Sophie O'Rourke   |
| 23 | Australia (bandiera)        | C     | Isobel Dalton     |
| 27 | Inghilterra (bandiera)      | C     | Zoe Cross         |
| 32 | Germania (bandiera)         | P     | Shanell Salgado   |
| 34 | Inghilterra (bandiera)      | C     | Lara Miller       |
|    | Inghilterra (bandiera)      | C     | Ava Hutson        |
|    | Galles (bandiera)           | A     | Emily Jones       |
|    | Inghilterra (bandiera)      | D     | Ellie Mason       |